# Harry Bild
Harry Sven-Olof Bild (Nöbbele, 18 dicembre 1936 – Växjö, 16 gennaio 2025) è stato un calciatore svedese, di ruolo attaccante.

## Carriera
Giocò nelle massime divisioni di Svezia, Svizzera e Paesi Bassi. Fu capocannoniere dell'Allsvenskan nel 1957 e vinse il Guldbollen nel 1963.

## Palmarès

### Club

#### Competizioni nazionali
- Campionato svedese: 5

IFK Norrköping: 1957, 1960, 1962, 1963
Öster: 1968